# Parque natural regional de Armórica
El Parque Natural Regional de Armórica (en francés: Parc Naturel Régional d'Armorique; en bretón: Park an Arvorig) es uno de los 51 parques naturales regionales de Francia (en enero de 2015). 

## Creación
Fue creado por el Ministerio de Medio Ambiente francés en 1969. 

## Geografía
Situado en el departamento de Finisterre, el parque abarca una extensión de paisajes muy diversos, clasificados en 4 territorios:
- las islas del mar de Iroise;
- la península de Crozon;
- la región marítima del río Aulne;
- los montes de Arrée.

## Superficie
Su superficie comprende 172.000 hectáreas, de las que 60.000 son espacio marítimo (hasta la isóbata de -30 metros).
Tiene 55.670 habitantes repartidos en 39 comunas adyacentes, más una adherida estatutariamente (Brest), y otras 4 asociadas (Châteauneuf-du-Faou, Landerneau , Le Conquet y Quimper). La densidad de población en 1999 era de 63 hab/km².

## Galería de imágenes

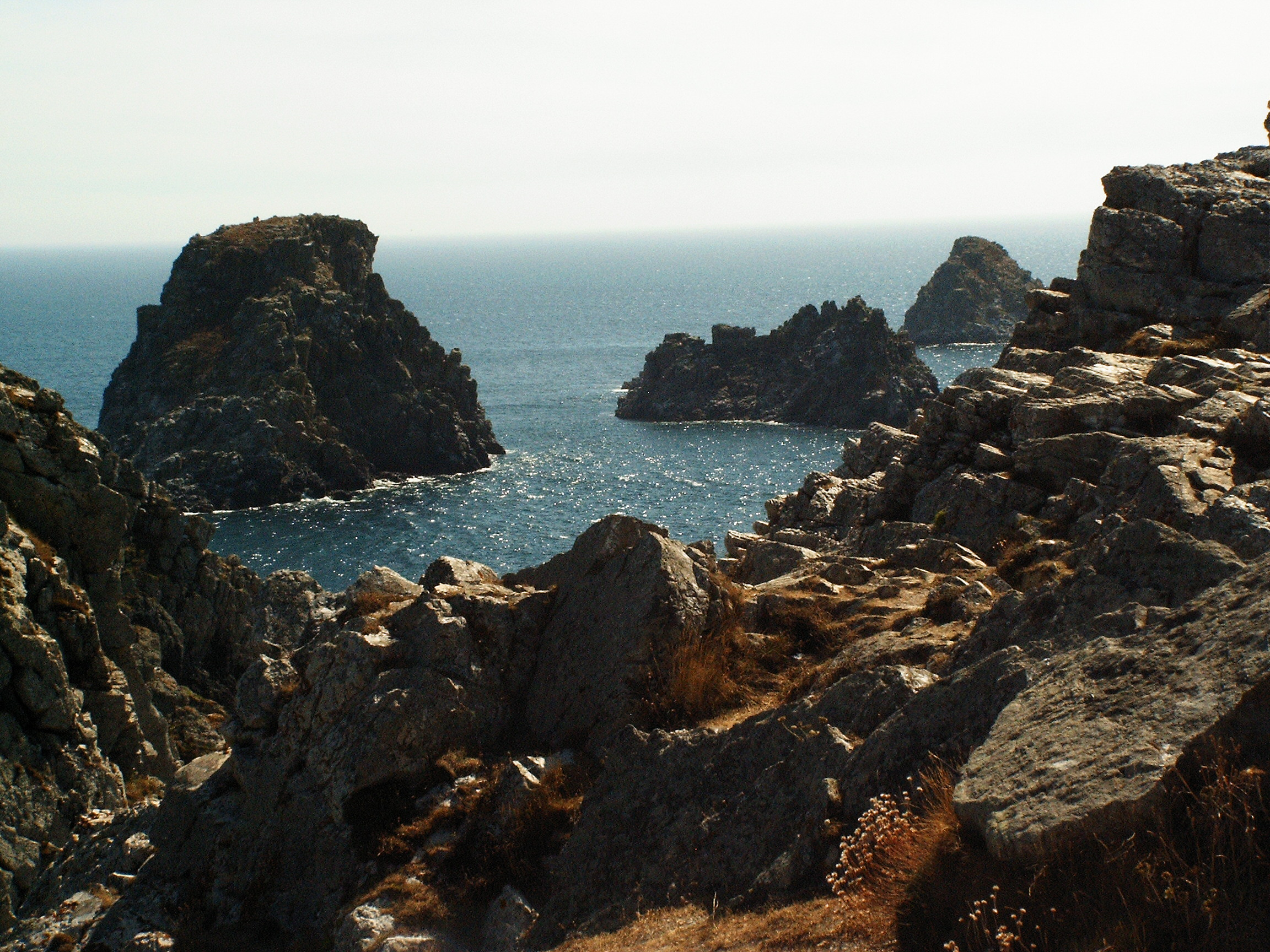
Bretaña, Finisterre, Pointe de Penhir
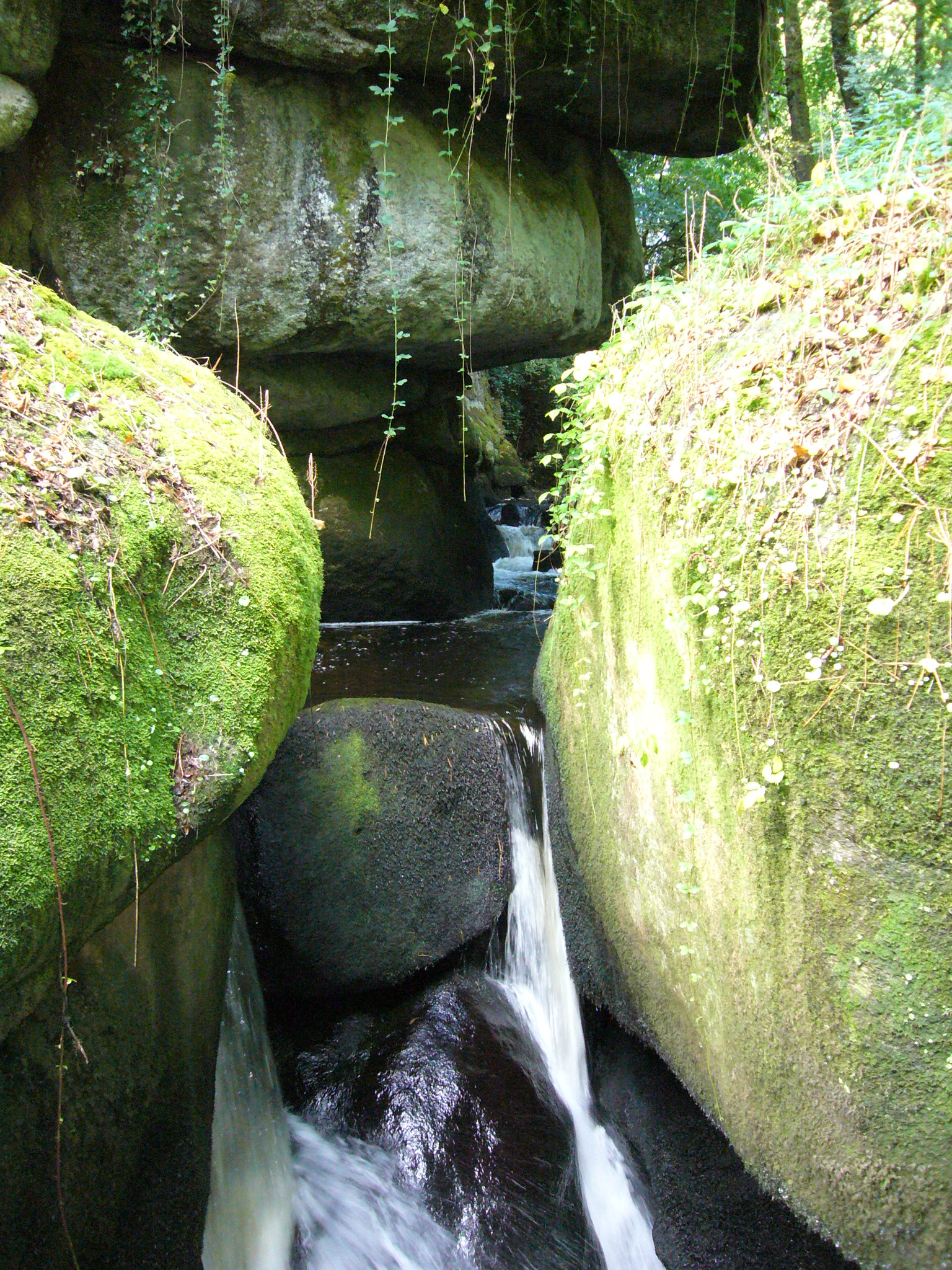
Espacio dédicado a la biodiversidad vegetal mundial
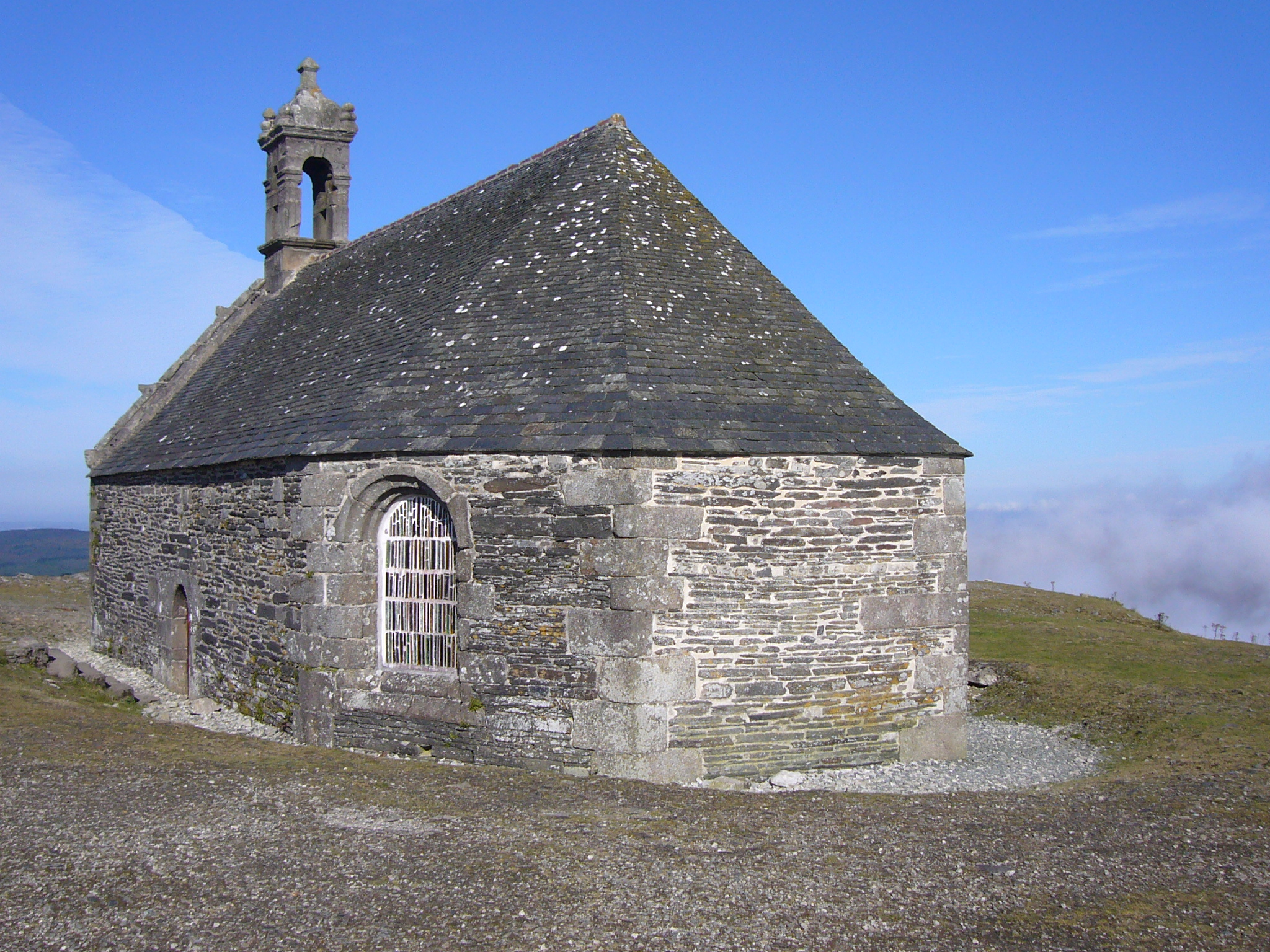
Monte Saint-Michel de Brasparts
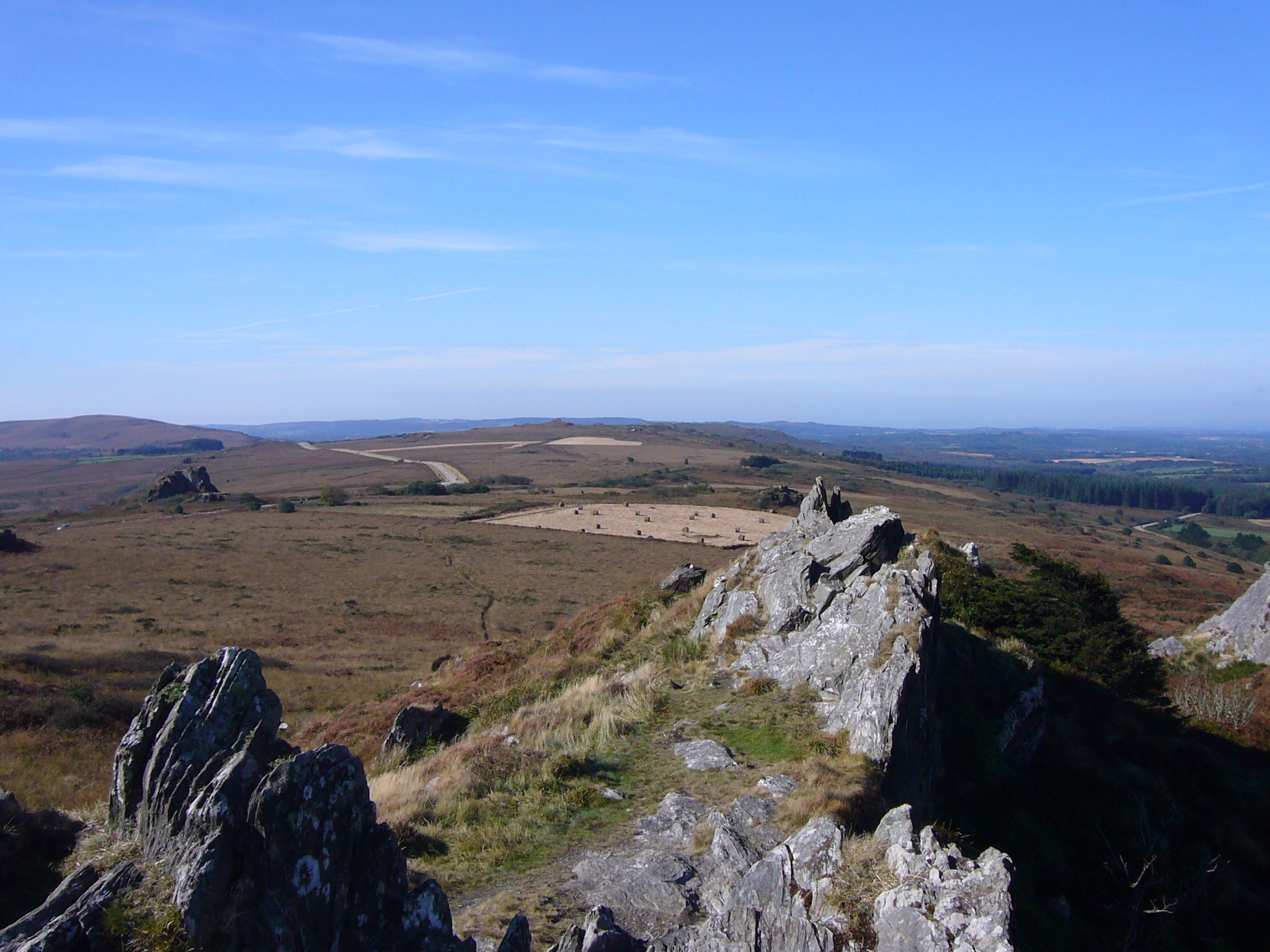
Vista a lo largo de los Montes d'Arrée
Logotipo